# جورج ادگار اسلوسر
جورج ادگار اسلوسر (انگلیسی: George Edgar Slusser; ۱۴ ژوئیهٔ ۱۹۳۹ – ۴ نوامبر ۲۰۱۴) منتقد ادبی، زندگی‌نامه‌نویس، و روزنامه‌نگار اهل ایالات متحده آمریکا بود.
وی همچنین برندهٔ جوایزی همچون برنامه فولبرایت شده‌است.